# Boknafjorden

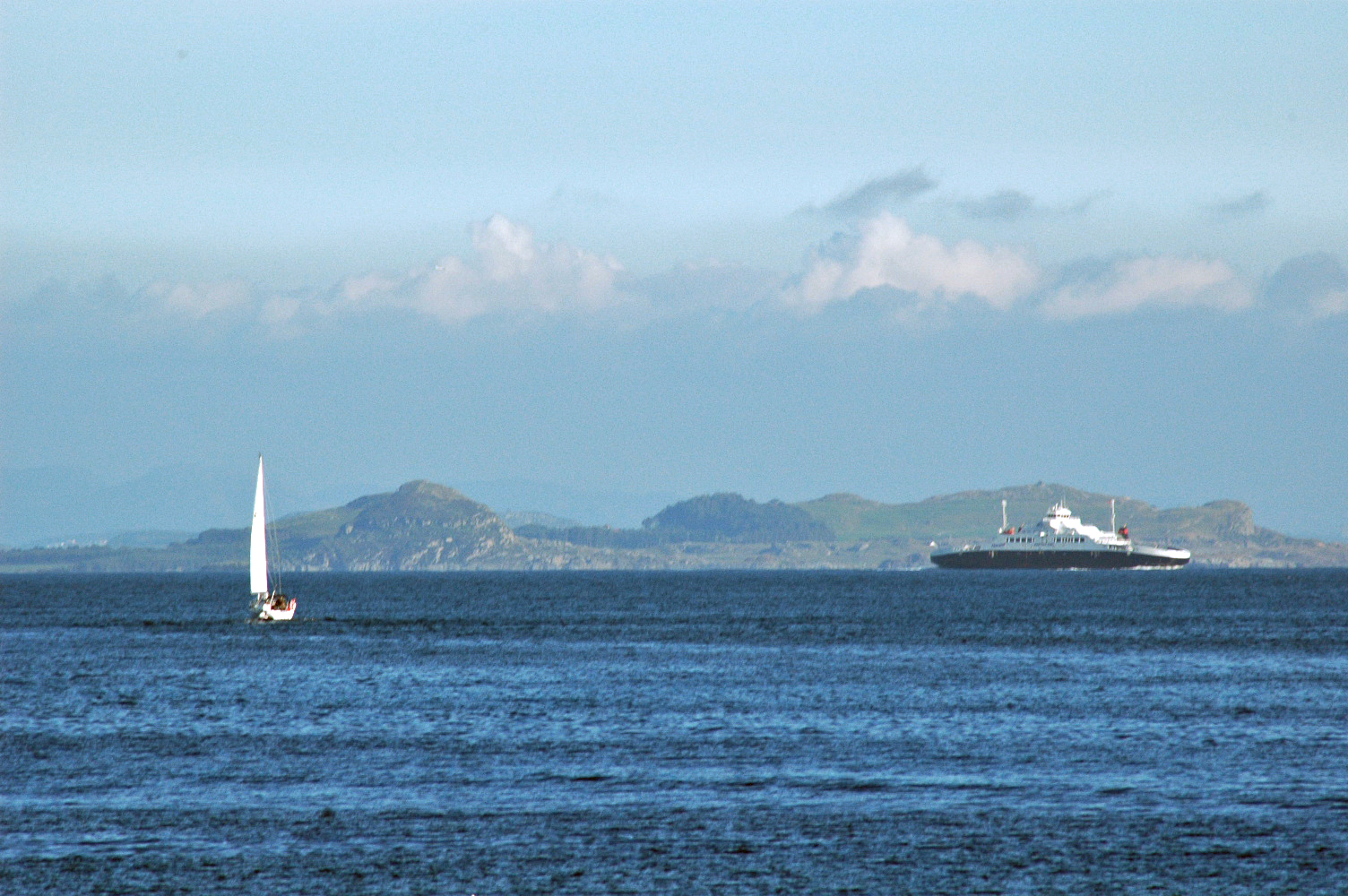
Boknafjorden.

Boknafjorden är ett brett utgrenat fjordkomplex i Rogaland fylke i sydvästra Norge. Fjorden delar fylket i Nord-Rogaland och Sør-Rogaland, vilket i hög grad påverkar utvecklingsmöjligheterna i fylket. Det finns därför planer på en tunnel under fjorden, Rogfast, som ska binda samman fylket i framtiden. 
Fjorden har ett flertal öar och grenar långt in i landet, bland dem Lysefjorden i söder och Saudafjorden i norr. Boknafjorden har sitt namn efter ön Vestre Bokn, som med sin höjd av 293 meter över havet bildar ett känt sjömärke. I snävare mening är Boknafjorden namnet på det åtta kilometer breda sundet mellan öarna Vestre Bokn och Rennesøy.
Kommunerna Kvitsøy, Stavanger, Tysvær, Bokn och Karmøy ligger i eller vid Boknafjorden.